# Richard Bowdler Sharpe

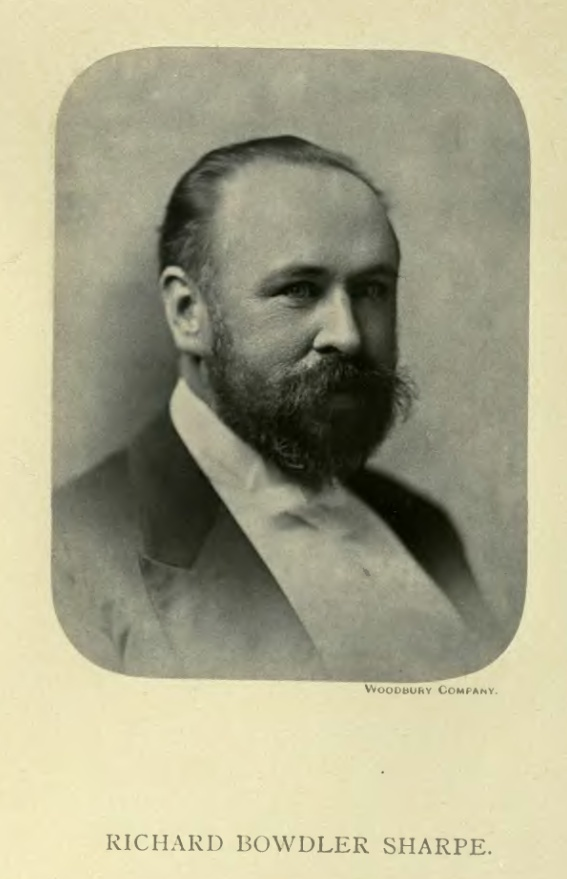
Richard Bowdler Sharpe (1890)

Richard Bowdler Sharpe (Londen, 22 november 1847 - aldaar, 25 december 1909) was een Britse zoöloog.

## Biografie en werk
Sharpe studeerde aan het Brighton College, de  King's School in Peterborough en de Loughborough Grammar School. Op zestienjarige leeftijd ging hij aan het werk bij de firma Smith & Sons en kort daarna bij de voorname uitgever en boekverkoper B. Quartich. Hij begon in deze periode al met zijn eerste  ornithologisch werk, een monografie over de ijsvogels . De illustraties voor dit werk werden onder andere gemaakt door de Nederlandse illustrator John Gerrard Keulemans.

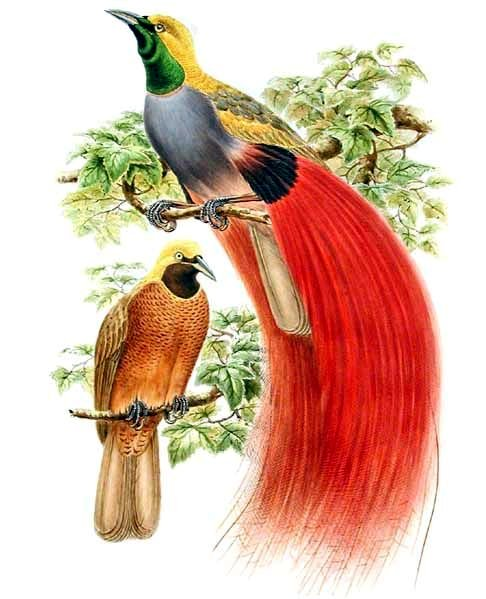
Afbeelding van de Goldie's paradijsvogel van Bowdler Sharpe

In 1867 werd hij benoemd tot bibliothecaris van de  Zoological Society, op aanbeveling van Osbert Salvin en Philip Lutley Sclater. In 1872 werd hij hoofdassistent op het British Museum bij de afdeling zoölogie, waar hij de vogelcollectie onder zijn hoede kreeg. In 1895 werd hij benoemd tot assistent-conservator van de afdeling zoölogie en de sectie gewervelde dieren. Hij behield deze positie tot zijn dood.
Sharpe richtte in 1892 de British Ornithologists' Club op een was redacteur van het clubblad Bulletin of the British Ornithologists' Club.
Sharpe publiceerde 14 delen (van de 27) van de Catalogue of the Birds in the British Museum .

Hij schreef A hand-book to the birds of Great Britain (1894).
- Bibsys: 1087167
- Bibliothèque nationale de France: cb134744792 (data)
- CiNii: DA07961398
- Stuttgart Database of Scientific Illustrators 1450–1950: 102
- Gemeinsame Normdatei: 117625256
- International Standard Name Identifier: 0000 0000 8383 5302
- Library of Congress Control Number: n87151105
- Nationale bibliotheek van Australië: 35218453
- Nationale Bibliotheek van Israël: 987007376928605171
- Nederlandse Thesaurus van Auteursnamen: 155964372
- Istituto Centrale per il Catalogo Unico: RMSV453448
- SNAC: w6v43jb6
- Système universitaire de documentation: 134459156
- Trove: 869962
- Virtual International Authority File: 54295317
- WorldCat: E39PBJkmY9tw8qH6qRP4DMxMT3